# Zarza de Granadilla
Pour les articles homonymes, voir Zarza et Granadilla.

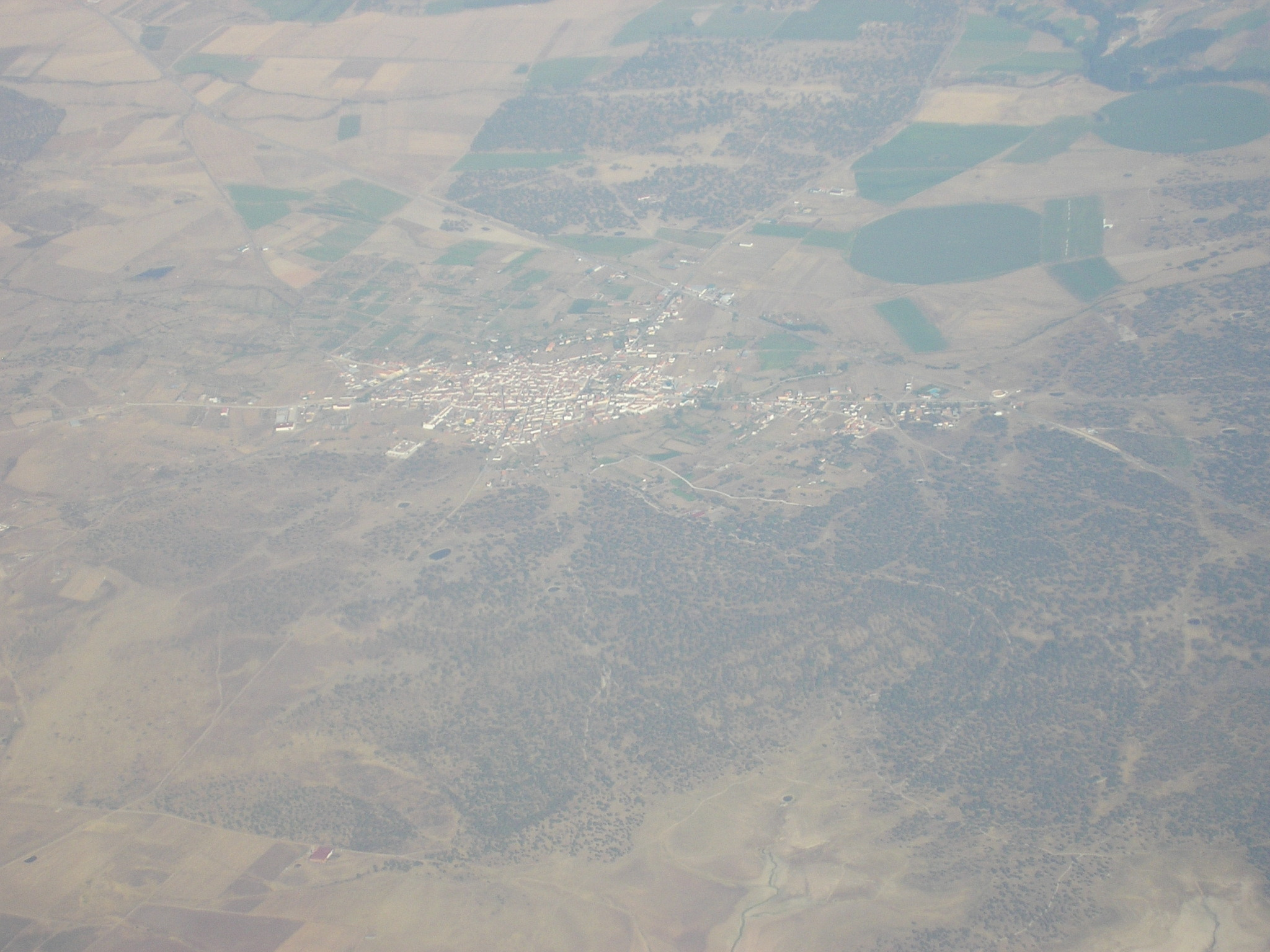

Zarza de Granadilla est une commune de la province de Cáceres dans la communauté autonome d'Estrémadure en Espagne.